# Jak uratowałem Kanadę
Jak uratowałem Kanadę (ang. My Internship in Canada, fr. Guibord s’en va-t-en guerre) – kanadyjski film komediowy z 2015 roku w reżyserii Philippe’a Falardeau, wyprodukowany przez wytwórnię Les Films Christal.
Premiera filmu odbyła się 10 sierpnia 2015 podczas MFF w Locarno.

## Fabuła
Były hokeista, niezależny poseł Steve Guibor reprezentuje jeden z okręgów w Quebecu. Jego głos może zdecydować o zaangażowaniu w wojnę. Polityk wraz z żoną i stażystą wyrusza w podróż po kraju. Chce odbyć rozmowy z wyborcami, aby właściwie zagłosować.

## Obsada
- Patrick Huard jako Steve Guibord
- Irdens Exantus jako Souverain Pascal
- Suzanne Clément jako Suzanne
- Clémence Dufresne-Deslières jako Lune
- Sonia Cordeau jako Stéphanie Caron-Lavallée
- Paul Doucet jako premier Kanady
- Jules Philip jako Maire

## Produkcja
Zdjęcia do filmu zrealizowano w Val-d’Or, Ottawie, Gatineau (Kanada) i Port-au-Prince (Haiti). Okres zdjęciowy do filmu trwał od 24 września do 10 listopada 2014 roku.

## Odbiór

### Nagrody i nominacje
| Rok  | Miejsce           | Nagroda             | Kategoria                                                             | Odbiorcy i nominowani | Wynik   |
| ---- | ----------------- | ------------------- | --------------------------------------------------------------------- | --------------------- | ------- |
| 2015 | 40. MFF w Toronto | Nagroda Festiwalowa | Najlepszy pełnometrażowy film kanadyjski – wyróżnienie specjalne Jury | Philippe Falardeau    | wygrana |